# Supercoppa di Germania di pallamano maschile
La Supercoppa di Germania di pallamano maschile è una competizione di pallamano per club maschili tedeschi ed è stata fondata nel 1994; essa si svolge a cadenza annuale.
Nel torneo si affrontano i campioni di Germania e i detentori della coppa nazionale dell'anno precedente.
A tutto il 2024 si sono svolte 31 edizioni della coppa; con tredici titoli il THW Kiel è la squadra che detiene il record di successi in questa competizione; alle sue spalle seguono l'HSV Amburgo e il TBV Lemgo con quattro.
L'attuale squadra campione in carica è il Füchse Berlino.

## Statistiche

### Albo d'oro
| Edizione | Vincitore           | Risultato/i | 2º classificato     | Note |
| -------- | ------------------- | ----------- | ------------------- | ---- |
| 1994     | Wallau-Massenheim   | 24-20       | Kiel                |      |
| 1995     | Kiel                | 27-24       | Lemgo               |      |
| 1996     | Magdeburgo          | 26-23       | Kiel                |      |
| 1997     | Lemgo               | 35-33       | Flensburg-Handewitt |      |
| 1998     | Kiel                | 22-20       | Niederwürzbach      |      |
| 1999     | Lemgo               | 25-24       | Kiel                |      |
| 2000     | Flensburg-Handewitt | 20-19       | Kiel                |      |
| 2001     | Magdeburgo          | 28-25       | Bad Schwartau       |      |
| 2002     | Lemgo               | 34-26       | Kiel                |      |
| 2003     | Lemgo               | 32-28       | Flensburg-Handewitt |      |
| 2004     | Amburgo             | 25-24       | Flensburg-Handewitt |      |
| 2005     | Kiel                | 36-34       | Flensburg-Handewitt |      |
| 2006     | Amburgo             | 39-35       | Kiel                |      |
| 2007     | Kiel                | 41-31       | Rhein-Neckar Löwen  |      |
| 2008     | Kiel                | 33-28       | Amburgo             |      |
| 2009     | Amburgo             | 35-28       | Kiel                |      |
| 2010     | Amburgo             | 27-26       | Kiel                |      |
| 2011     | Kiel                | 24-23       | Amburgo             |      |
| 2012     | Kiel                | 29-26       | Flensburg-Handewitt |      |
| 2013     | Flensburg-Handewitt | 29-26       | Kiel                |      |
| 2014     | Kiel                | 24-18       | Füchse Berlino      |      |
| 2015     | Kiel                | 27-26       | Flensburg-Handewitt |      |
| 2016     | Rhein-Neckar Löwen  | 27-24       | Magdeburgo          |      |
| 2017     | Rhein-Neckar Löwen  | 33-31       | Kiel                |      |
| 2018     | Rhein-Neckar Löwen  | 33-26       | Flensburg-Handewitt |      |
| 2019     | Flensburg-Handewitt | 32-31       | Kiel                |      |
| 2020     | Kiel                | 28-24       | Flensburg-Handewitt |      |
| 2021     | Kiel                | 30-29       | Lemgo               |      |
| 2022     | Kiel                | 36-33       | Magdeburgo          |      |
| 2023     | Kiel                | 37-36       | Rhein-Neckar Löwen  |      |
| 2024     | Füchse Berlino      | 32-30       | Magdeburgo          |      |

### Riepilogo vittorie per club
| Numero | Club                | Anni                                                                         |
| ------ | ------------------- | ---------------------------------------------------------------------------- |
| 13     | Kiel                | 1995, 1998, 2005, 2007, 2008, 2011, 2012, 2014, 2015, 2020, 2021, 2022, 2023 |
| 4      | Amburgo             | 2004, 2006, 2009, 2010                                                       |
| 4      | Lemgo               | 1997, 1999, 2002, 2003                                                       |
| 3      | Flensburg-Handewitt | 2000, 2013, 2019                                                             |
| 3      | Rhein-Neckar Löwen  | 2016, 2017, 2018                                                             |
| 2      | Magdeburgo          | 1996, 2001                                                                   |
| 1      | Füchse Berlino      | 2024                                                                         |
| 1      | Wallau-Massenheim   | 1994                                                                         |